# Artem Dovbyk
Artem Oleksandrovych Dovbyk (en ukrainien : Артем Олександрович Довбик), né le 21 juin 1997 à Tcherkassy en Ukraine, est un footballeur international ukrainien qui évolue au poste d'attaquant à l'AS Rome.

## Biographie

### Carrière en club
Artem a commencé à jouer au football à Tcherkassy dans sa ville natale en Ukraine, il rejoint le centre de formation du Cherkaskyi Dnipro.
Le 27 juillet 2014, Artem signe son premier contrat pro au FC Cherkaskyi Dnipro évoluant en troisième division. Il fait ses débuts dans le football professionnel contre FC Skala Stryi. Le 16 août 2014. Il marque son premier but de sa carrière professionnelle, il fait partie des plus jeunes buteurs de l'histoire du FC Cherkaskyi Dnipro à seulement 17 ans, 1 mois et 25 jours.
Auteur d'une très belle partie de saison, il est suivi par l'un des plus grands clubs de son pays le Dynamo Kiev, il passe quelques tests, mais après des négociations entre les deux clubs le transfert prend fin, il revient au Cherkaskyi Dnipro. Pour sa première année professionnelle, il inscrit 7 buts en 20 rencontres.
À l'été 2015, il s'engage au FK Dnipro pour une durée d'un an, il rejoint ses coéquipiers en stage aux Pays-Bas. Lors de la saison 2015-2016, il est prêté pour trois mois au FC Zaria Bălţi en Moldavie. À la suite de l'interdiction de recrutement du FK Dnipro, le club décide de garder Artem pour éviter une perte de joueurs.
Au cours de la saison 2016-2017, Artem est devenu l'un des meilleurs joueurs de son équipe en inscrivant 6 buts en jouant 22 matchs ; il reçoit le prix du meilleur jeune joueur du Championnat d'Ukraine de football 2016-2017. Cela a incité l'entraîneur de l'équipe d'Ukraine de football, Andriy Chevtchenko, à l'appeler pour les éliminatoires de la Coupe du monde 2018.
Lors de la saison 2017-2018, son club est relégué en Persha Liha (deuxième division) en raison de dettes, Artem décide de rester au club, malgré l'intérêt de nombreux clubs étrangers. Durant la première partie de saison il inscrit 12 buts en 13 matches . Il quitte le club avec l'accord des dirigeants le 5 décembre 2017.
Libre de tout contrat il est suivi par les clubs du Celtic FC, le FC Augsbourg. Notamment pisté par le RC Lens en France, l'Olympiakos en Grèce et le Dinamo Zagreb en Croatie, il s'engage au FC Midtjylland pour une durée de quatre ans.
Transféré à l'été 2023 au Girona FC, il contribue largement à l'inespérée première partie de saison du club en Liga, virant en tête avec le Real Madrid, où Dobvyk anime l'attaque de son club en particulier avec son compatriote Viktor Tsyhankov. Il est élu Joueur du mois de la Liga en décembre 2023.

### Carrière internationale
À l'âge de 19 ans, il reçoit sa première convocation en équipe nationale, lorsqu'il se voit appelé pour disputer le match de qualification du mondial 2018 contre l'Islande le 5 septembre 2016.
Il dispute par ailleurs l'Euro 2020 qui a finalement eu lieu en 2021.
Il fut décisif lors du match des 8èmes de finale face à l'équipe nationale de Suède en marquant un but à la dernière minute en prolongation.
Le 24 septembre 2022 alors qu'il entre en jeu à la 66e minute, Dovbyk marque un doublé contre l'Arménie dans le cadre de la Ligue des nations.
En mai 2024, il fait partie de la liste des 26 joueurs convoqués par Serhiy Rebrov en vue de l'Euro 2024.

## Statistiques
| Saison                | Club                  | Championnat           | Championnat | Championnat | Championnat | Coupe(s) nationale(s) | Coupe(s) nationale(s) | Coupe(s) nationale(s) | Compétition(s) continentale(s) | Compétition(s) continentale(s) | Compétition(s) continentale(s) | Compétition(s) continentale(s) | Ukraine | Ukraine | Ukraine | Total | Total | Total |
| Saison                | Club                  | Division              | M.          | B.          | P.d.        | M.                    | B.                    | P.d.                  | Comp.                          | M.                             | B.                             | P.d.                           | M.      | B.      | P.d.    | M.    | B.    | P.d.  |
| 2014-2015             | Cherkaskyi Dnipro     | Druha Liha            | 20          | 7           | 0           | 1                     | 0                     | 0                     | -                              | -                              | -                              | -                              | -       | -       | -       | 21    | 7     | 0     |
| 2015-2016             | FK Dnipro             | Premier-Liha          | 0           | 0           | 0           | 1                     | 0                     | 0                     | -                              | -                              | -                              | -                              | -       | -       | -       | 1     | 0     | 0     |
| 2016-2017             | FK Dnipro             | Premier-Liha          | 22          | 6           | 0           | 1                     | 0                     | 0                     | -                              | -                              | -                              | -                              | 0       | 0       | 0       | 23    | 6     | 0     |
| 2017-2018             | FK Dnipro             | Druha Liha            | 13          | 12          | 0           | -                     | -                     | -                     | -                              | -                              | -                              | -                              | -       | -       | -       | 13    | 12    | 0     |
| Sous-total            | Sous-total            | Sous-total            | 35          | 18          | 0           | 2                     | 0                     | 0                     | -                              | -                              | -                              | -                              | -       | -       | -       | 37    | 18    | 0     |
| 2015-2016             | FC Zaria Bălți (prêt) | Divizia Națională     | 3           | 0           | 0           | 1                     | 0                     | 0                     | -                              | -                              | -                              | -                              | -       | -       | -       | 4     | 0     | 0     |
| 2017-2018             | FC Midtjylland        | Superligaen           | 10          | 1           | 0           | 2                     | 0                     | 0                     | -                              | -                              | -                              | -                              | -       | -       | -       | 12    | 1     | 0     |
| 2018-2019             | FC Midtjylland        | Superligaen           | 5           | 0           | 0           | -                     | -                     | -                     | -                              | -                              | -                              | -                              | -       | -       | -       | 5     | 0     | 0     |
| 2019-2020             | FC Midtjylland        | Superligaen           | 3           | 0           | 0           | 1                     | 0                     | 0                     | C3                             | 1                              | 0                              | 0                              | -       | -       | -       | 5     | 0     | 0     |
| Sous-total            | Sous-total            | Sous-total            | 18          | 1           | 0           | 3                     | 0                     | 0                     | -                              | 1                              | 0                              | 0                              | -       | -       | -       | 22    | 1     | 0     |
| 2019-2020             | SønderjyskE (prêt)    | Superligaen           | 18          | 2           | 0           | 5                     | 2                     | 0                     | -                              | -                              | -                              | -                              | -       | -       | -       | 23    | 4     | 0     |
| 2020-2021             | SK Dnipro-1           | Premier-Liha          | 24          | 6           | 1           | 3                     | 4                     | 0                     | -                              | -                              | -                              | -                              | 2       | 0       | 1       | 29    | 10    | 2     |
| 2021-2022             | SK Dnipro-1           | Premier-Liha          | 17          | 14          | 4           | 1                     | 0                     | 0                     | -                              | -                              | -                              | -                              | 4       | 2       | 0       | 22    | 16    | 4     |
| 2022-2023             | SK Dnipro-1           | Premier-Liha          | 30          | 24          | 5           | -                     | -                     | -                     | C3+C4                          | 2+7                            | 0+5                            | 0+2                            | 12      | 4       | 2       | 51    | 33    | 9     |
| 2023-2024             | SK Dnipro-1           | Premier-Liha          | -           | -           | -           | -                     | -                     | -                     | C1                             | 2                              | 1                              | 0                              | -       | -       | -       | 2     | 1     | 0     |
| Sous-total            | Sous-total            | Sous-total            | 71          | 44          | 10          | 4                     | 4                     | 0                     | -                              | 11                             | 6                              | 2                              | 18      | 6       | 3       | 104   | 60    | 15    |
| 2023-2024             | Girona FC             | Liga                  | 36          | 24          | 8           | 3                     | 0                     | 2                     | -                              | -                              | -                              | -                              | 13      | 4       | 1       | 52    | 28    | 11    |
| 2024-2025             | AS Rome               | Serie A               | 32          | 12          | 2           | 2                     | 3                     | 0                     | C3                             | 11                             | 2                              | 0                              | 4       | 1       | 0       | 49    | 18    | 2     |
| Total sur la carrière | Total sur la carrière | Total sur la carrière | 232         | 107         | 18          | 21                    | 9                     | 2                     | -                              | 23                             | 8                              | 2                              | 35      | 11      | 4       | 311   | 135   | 26    |

## Palmarès
- Champion d'Ukraine de troisième division en 2015
- Vainqueur de la Coupe de Moldavie en 2016
- Prix du meilleur jeune joueur du championnat d'Ukraine 2016-2017
- Meilleur buteur du Championnat d'Ukraine de football en 2022 et 2023
- Joueur du mois de Liga en décembre 2023.
- Meilleur buteur du Championnat d'Espagne de football en 2024 (24 buts)